# Zatoczek lśniący
Zatoczek lśniący (Segmentina nitida) – gatunek ślimaka słodkowodnego z rodziny zatoczkowatych (Planorbidae).

## Morfologia
Muszla brunatna, cienkościenna, silnie błyszcząca, od góry wyraźnie wypukła, z dołu spłaszczona, jej skręty nachodzą na siebie. Wewnątrz muszli znajdują się białawe listewki poprzeczne, prześwitujące na zewnątrz. Muszla jest zakręcona.
Szerokość muszli: 4–7 mm, liczba skrętów: 4–5, ostatni z nich znacznie szerszy od pozostałych, z tępą krawędzią położoną na dolnym brzegu.
Po spodniej stronie muszli wyraźnie widoczny, miseczkowaty dołek osiowy.
Ciało ślimaka jest ciemne, czerwonawo-szare.
Noga długa, od przodu tępo zaokrąglona, z tyłu zaostrzona.
Czułki cienkie, nitkowate. Oczy znajdują się u ich nasady, od strony wewnętrznej.
Wyróżnia się również odmianę tego gatunku (S. nitida f. distinguenda Gerd.) odznaczającą się bardziej spłaszczoną muszlą, ostrzejszą krawędzią oraz lepiej wykształconymi listewkami wewnętrznymi. Przez niektórych malakologów uważana jest ona za odrębny gatunek (Segmentina clessini Wester.).
Zatoczka lśniącego łatwo pomylić z zatoczkiem spłaszczonym (Hippeutis complanatus). Ten ostatni ma bardziej spłaszczoną muszlę, wypukłą równomiernie z obu stron, wewnątrz której brak jest listewek.

## Występowanie
Gatunek palearktyczny. Znany z całego terytorium Polski z wyjątkiem wyższych obszarów górskich, pospolity i liczny.
Najczęściej zamieszkuje płytkie zbiorniki stojące, odznaczające się dużymi wahaniami poziomu wody, takie jak torfianki, rowy melioracyjne, zalewy łąkowe czy bagna.
Czasem też występuje w akwariach przywleczony z odłowionymi roślinami wodnymi (moczarka kanadyjska, rzęsa wodna) lub pokarmem (Dafnia).

## Biologia i ekologia
Zatoczek lśniący jest jednym spośród najbardziej odpornych na wysychanie ślimaków wodnych występujących na terenie Polski. Zapadając w stan anabiozy może przetrwać ponad pół roku płytko zagrzebany w osadach dennych oraz szczątkach roślin pokrywających dno wyschniętego zbiornika.
Jest to gatunek bardzo tolerancyjny jeśli chodzi o odczyn pH wody. Może zasiedlać zarówno zbiorniki o odczynie obojętnym jak i kwaśnym (do pH = 4,6).
Najliczniej występuje wśród roślinności wodnej, w kożuchach rzęsy wodnej oraz glonów nitkowatych.
Ślimak ten współwystępuje zwykle z zatoczkiem białowargim (Anisus leucostomus), mającym bardzo podobne preferencje środowiskowe.
Do wrogów naturalnych zatoczka lśniącego zaliczyć można larwy przywr i tasiemców, których jest żywicielem pośrednim, pijawki z rodzaju Erpobdella oraz larwy chruścika Limnephilus flavicornis, używające m.in. muszli tego ślimaka do budowy swych domków.

## Odżywianie
Zatoczek lśniący odżywia się obumarłymi szczątkami roślin oraz peryfitonem zeskrobywanym przy pomocy tarki (raduli) z przedmiotów zanurzonych w wodzie. Żeruje również pełzając po dolnej stronie błony powierzchniowej wody, skąd zbiera unoszące się na niej szczątki organiczne.